# Amanda de Andrade
Amanda Claudino de Andrade, född 20 december 1989 i Iporã, är en brasiliansk tidigare handbollsspelare. Hon blev världsmästare 2013.

## Karriär
Amanda de Andrade spelade som vänsternia. 2013 vann hon med klubben UnC Concórdia det brasilianska mästerskapet i handboll. Då hade klubben Metodista vunnit sju nationella titlar i rad. Samma år spelade hon i VM i Serbien för Brasiliens damlandslag i handboll och vann VM-titeln. Hon spelade också för Braslien i Panamerikanska spelen i Toronto där man också vann turneringen. Hon var också med i VM 2015 i Danmark för Brasilien. 2015 vann hon också Panamerikanska mästerskapet som spelades på Kuba.